# Музей истории города Горловка
Музей истории города Горловка — государственное учреждение, центр научно-исследовательской работы и социально-культурной жизни Горловки.

## История
Основан в 1957 году. Первоначально была создан как выставка, посвящённая 40-летию Октябрьских событий 1917 года, и располагался в комнате музея Дворца культуры шахты «Кочегарка». 
В 1967 году музей истории переехал в помещение на улице Пушкинской. В 1968 году постановлением Коллегии Министерства культуры СССР от 16.05.68 г. ему присвоено почетное звание «Народный». В 1979 году приобрел административный статус отдела Донецкого областного краеведческого музея и стал называться Горловский историко-революционный музей. В феврале 1992 года музей согласно решению исполкома областного Совета народных депутатов № 8 от 22.01.1992 г. и приказу областного управления культуры № 10 от 04.02.1992 г., а также согласно распоряжению Горловского горисполкома народных депутатов № 46-р от 28.02.1992 г. «О приёме имущества в коммунальную собственность» получил статус самостоятельного музея и вернул своё прежнее название «Музей истории города Горловка».

## Руководство
В 1979 году учреждение, как отдел Донецкого областного краеведческого музея, возглавила Гавриленко Наталья Владимировна (1979—1986 гг.). Следующими директорами были Рыбалко Галина Григорьевна (1986—1991 гг.) и Коломиец Галина Николаевна (1991—2003 гг.). С декабря 2003 года по сентябрь 2014 года музей возглавляла Савенко Наталья Александровна, которая работала в музее с ноября 1980 года. За этот период она прошла путь от научного сотрудника до старшего и ведущего, и в 2003 году была назначена директором. В 2008 году ей было присвоено звание «Заслуженный работник культуры Украины». С 2014 года музей возглавляет Урванцева Лариса Борисовна. Свой профессиональный путь историков в музее истории города Горловки начали и два кандидата исторических наук: Евсеенко Сергей Андреевич и Сусликов Вячеслав Евгеньевич.

## Деятельность
Содержит более 32 000 экспонатов. Наиболее ценные из них: скифская статуя (VI—V ст. до н. э.), женская статуэтка салтовской культуры (VII—IX ст. н. э.), оригинал завещания основателя города П. Н. Горлова (1908 г.).
Количество экспозиционных залов — 10.
Принимает участие в различных конкурсах и фестивалях. Неоднократно становился победителем областных конкурсов «Лучшая музейная выставка», «Лучший музейный проект», получал гранты.
Ежегодно (с 2000 года) в музее проводятся научно-практические конференции «Генеалогия горловчан». Каждая конференция имеет свою тематику и рассчитана на широкий круг заинтересованных исследователей. Эта работа направлена на изучение микроистории, социальной истории города.

## Награды
- Настольная медаль П. М. Горлова к 225-летию со дня основания города;
- Серебряная настольная медаль «75 лет Донецкой области»;
- Настольная медаль П. М. Горлова к 230-летию со дня основания города.

## Издания
1. Історія Горлівки в документах і матеріалах. Частина перша / Упорядники Сусликов В.Є., Шевлякова Т. Ю., Маслова Л. В. та інш. — Горлівка: Поліпрес, 2008. — 291 с.
2. Історія Горлівки в документах і матеріалах. Частина друга / Упорядники Шевлякова Т. Ю., Арусланова Н. В., Прохорова Л. Б. та ін. — Донецьк: Журнал «Донбас». Національна спілка письменників України, 2009. — 324 с.
3. Історія Горлівки в родоводах горлівчан. Збірка статей та матеріалів / Упорядники Савенко Н. О., Маслюк І.А. та ін. — Донецьк: Журнал «Донбас». Національна спілка письменників України, 2010. — 460 с.
4. Раритеты города Горловка / Составители Коломиец Г. Н., Муханова В. А., Савенко Н. А. — Горловка.
5. Пам’ятники розповідають: Зб. статей/ Під заг. ред. Н. О. Савенко. — Донецьк: Журнал «Донбас». Національна спілка письменників України. — 116 с.